# Distoneura
Distoneura is een geslacht van vlinders van de familie spanners (Geometridae), uit de onderfamilie Larentiinae.

## Soorten
- D. albicurvata Dognin, 1914
- D. interrupta Grünberg, 1910
- D. marmorata Warren, 1895
- D. mediofracta Prout, 1916
- D. ochreata Grünberg, 1910
- D. pastaza Prout, 1934
- D. ternura Dognin, 1900